# Рестоліца (комуна)
Рестоліца (рум. Răstolița) — комуна у повіті Муреш в Румунії. До складу комуни входять такі села (дані про населення за 2002 рік):
- Андреняса (95 осіб)
- Борзія (91 особа)
- Гелеоая (326 осіб)
- Йод (376 осіб)
- Рестоліца (1342 особи) — адміністративний центр комуни

Комуна розташована на відстані 294 км на північ від Бухареста, 57 км на північний схід від Тиргу-Муреша, 108 км на схід від Клуж-Напоки.

## Населення
За даними перепису населення 2002 року у комуні проживали 2230 осіб.
Національний склад населення комуни:
| Національність | Кількість осіб | Відсоток |
| -------------- | -------------- | -------- |
| румуни         | 1833           | 82,2%    |
| угорці         | 385            | 17,3%    |
| цигани         | 10             | 0,4%     |
| українці       | 2              | 0,1%     |

Рідною мовою назвали:
| Мова       | Кількість осіб | Відсоток |
| ---------- | -------------- | -------- |
| румунська  | 1840           | 82,5%    |
| угорська   | 380            | 17,0%    |
| циганська  | 7              | 0,3%     |
| українська | 2              | 0,1%     |
| німецька   | 1              | < 0,1%   |

Склад населення комуни за віросповіданням:
| Релігія        | Кількість осіб | Відсоток |
| -------------- | -------------- | -------- |
| православні    | 1776           | 79,6%    |
| реформати      | 287            | 12,9%    |
| римо-католики  | 99             | 4,4%     |
| п'ятдесятники  | 44             | 2,0%     |
| греко-католики | 14             | 0,6%     |
| не релігійні   | 2              | 0,1%     |
| адвентисти     | 1              | < 0,1%   |
| унітарії       | 1              | < 0,1%   |